# Paul Assmann
Paul Gustav Bernhard Assmann (* 3. Januar 1881 in Dresden; † 10. April 1967 in Berlin) war ein deutscher Geologe und Paläontologe. Sein Forschungsschwerpunkt lag auf der Bearbeitung der Stratigraphie und der Fauna der Trias von Oberschlesien.

## Leben
Paul Assmann war der Sohn des Ingenieurs Gustav Assmann und dessen Ehefrau Sophie, geb. Pechstein.
Nach dem Besuch der Volksschule in Dresden von 1887 bis 1891 ging er anschließend auf das Realgymnasium in Dresden, welches er Ostern 1900 mit dem Reifezeugnis verließ. Das anschließend an der Königlich Technischen Hochschule zu Dresden aufgenommene Bauingenieurstudium gab er nach 5 Semestern, trotz zuvor mit Note 2a bestandener „Staatsvorprüfung zum Bauingenieur“, auf, um sich seinem Lieblingsfach, der Geologie zu widmen. Er war Mitglied des Corps Altsachsen Dresden. Er studierte ab September 1902 an der Universität Berlin, wo er nach am 22. Februar 1906 bestandener Promotionsprüfung am 28. Juli 1906 (Referenten: Prof. Dr. Branco, Prof. Dr. Klein) in Paläontologie (Über Aspidorhynchus) promoviert wurde. Während dieses Zeitraums unterbrach er von Ostern 1903 bis Ostern 1904 sein Studium, um in Dresden beim Königlich Sächsischen 1. Leib-Grenadier-Regiment Nr. 100 seine Militärpflicht abzuleisten. Anschließend trat er eine Assistenzstelle an der Bergakademie Berlin an. Ab 1908 war er als Geologe bei der Preußischen Geologischen Landesanstalt, wo er, lediglich unterbrochen vom Wehrdienst 1914 bis 1918 im Ersten Weltkrieg, auch bei deren späteren jeweiligen Nachfolge-Institutionen bis zum Ende seiner Karriere tätig blieb. 1919 wurde er Bezirksgeologe und 1945 bis 1950 war er Abteilungsleiter an der Deutschen Geologischen Landesanstalt in der sowjetischen Besatzungszone in Ost-Berlin.
Gestützt im Wesentlichen auf die vorangegangenen Arbeiten von Johannes Ahlburg, Wilhelm Dunker, Heinrich Adolf von Eck und Carl Ferdinand von Roemer bearbeitete er die Trias von Oberschlesien und widmete sich intensiv deren regionaler Stratigraphie sowie dem gesamten Faunenspektrum (Fossilien) des Buntsandsteins, Muschelkalks, und Keupers, wodurch seine Kollektionen heute etwa 40 % der diesbezüglichen Sammlung der BGR in Berlin ausmachen. In seinen Werken beschrieb er eine Vielzahl neuer Gattungen und Arten und ermöglichte so eine differenziertere stratigraphische Gliederung. 252 der von Paul Assmann beschriebenen paläontologischen Originale werden noch heute in Berlin-Spandau bei der Bundesanstalt für Geowissenschaften und Rohstoffe (Dienstbereich Berlin) aufbewahrt und stehen für Paläontologen des In- und Auslands zur wissenschaftlichen Bearbeitung zur Verfügung.
1950 ging er in den Ruhestand, erarbeitete aber auf Honorarbasis noch im Auftrag des Senats von West-Berlin die Erstellung der Geologischen Karte und Baugrundkarte Berlin (West) im Maßstab 1:10.000, wobei Paul Assmann 36.000 Schichtenverzeichnisse von Bohrungen sichtete.
Er war seit 1911 in erster Ehe verheiratet (ab 1933 in zweiter Ehe) und hatte drei in der Zeit von 1912 bis 1921 geborene Töchter (Ilse, Matthilde und Charlotte).

## Mitgliedschaften
- 1907 Deutsche Geologische Gesellschaft
- 1910–1939 Preußische Geologische Landesanstalt

## Kartographische Veröffentlichungen
Paul Assmann ist Autor oder Mitautor von 29 Geologischen Karten, meist Blätter der Geologisch-agronomischen Landesaufnahme 1:25.000, mit Schwerpunkt Ober- und Niederschlesien sowie der Umgebung von Magdeburg.

## Schriften
- Über Aspidorhynchus. Inaugural-Diss. Philosophische Fakultät der Friedrich-Wilhelms-Universität zu Berlin, 32 S. Text, Druck von J.F. Starcke, Berlin 1906
- Die Brachiopoden und Lamellibranchiaten der oberschlesischen Trias. Jahrbuch der Königlich Preussischen Landesanstalt für 1915, Band 36, Teil 1, Berlin 1916, S. 586–638
- Die Gastropoden der oberschlesischen Trias. Jahrbuch der Preußischen Geologischen Landesanstalt für 1923, Band 44, Berlin 1924, S. 1–50
- Die Fauna der Wirbellosen und die Diploporen der oberschlesischen Trias mit Ausnahme der Brachiopoden, Lamellibranchiaten, Gastropoden und Korallen. Jahrbuch der Preußischen Geologischen Landesanstalt für 1925, 46, Berlin 1926, S. 504–527, 1 Abb., Taf. 8–9
- Die Decapodenkrebse des deutschen Muschelkalks. Jahrbuch der Preußischen Geologischen Landesanstalt für 1927,48, Berlin 1928, S. 332–356, 1 Abb., Taf. 8–13
- Revision der Fauna der Wirbellosen der oberschlesischen Trias; mit einem Beitrag über die Spongien von Hermann Rauff. Abhandlungen der Preußischen Geologischen Landesanstalt, N. F. 170: 134 S., 22 Taf.; Berlin 1937
- Die Stratigraphie der oberschlesischen Trias:
  - Teil 1 (Buntsandstein), Jahrbuch der Preußischen Geologischen Landesanstalt, Band 53, 1932, S. 731–757
  - Teil 2 (Muschelkalk), Abhandlungen des Reichsamts für Bodenforschung, Neue Folge, Heft 208, 124 S., Berlin 1944

## Offene Forschungsfragen zur BiografiePaul Assmann's
- 1. Geologische Beschreibung des Landkreises Oppeln
  - Paul Assmann selbst gab diese Veröffentlichung in seiner Personalakte 1927 als „im Druck“ befindlich an. Diese Veröffentlichung konnte bisher bibliographisch nicht ermittelt werden.

- 2. Die Stratigraphie der oberschlesischen Trias. Teil 3: Der Keuper
  - Dieses Werk sollte im Jahre 1951 als Heft 222 der „Abhandlungen der Deutschen Geologischen Landesanstalt“ erscheinen, wurde dort aber nie veröffentlicht. Das Manuskript ist verschollen.

- 3. Grabstelle
  - Die Grabstelle des zuletzt in Berlin-Wilmersdorf lebenden Geologen konnte bisher noch nicht ermittelt werden.